# Wojsławice (Lublin)
Wojsławice is een dorp in het Poolse woiwodschap Lublin, in het district Chełmski. De plaats maakt deel uit van de gemeente Wojsławice en telt ca. 1600 inwoners.

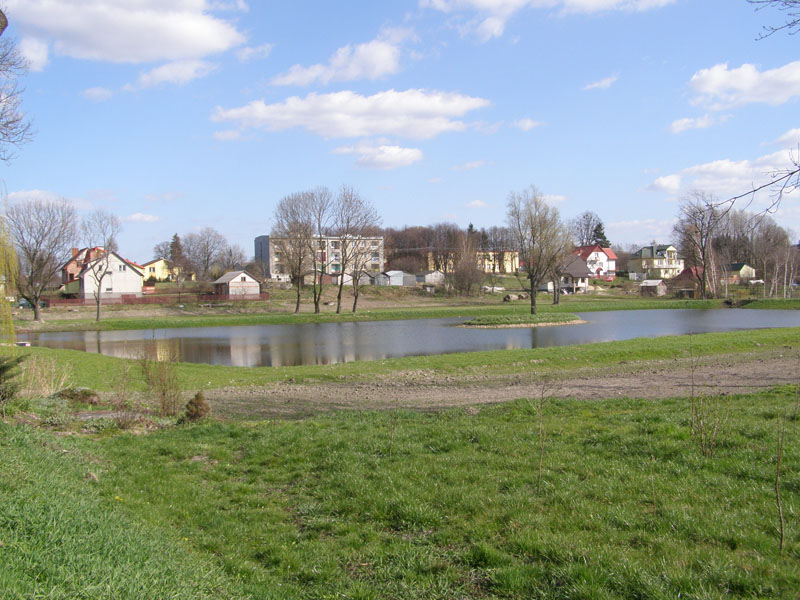
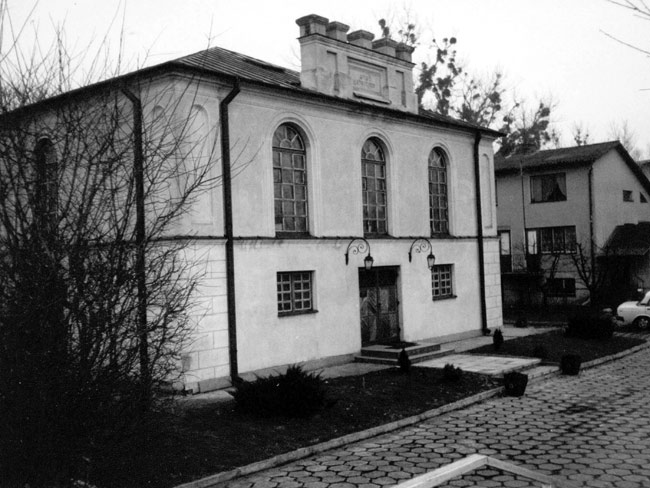
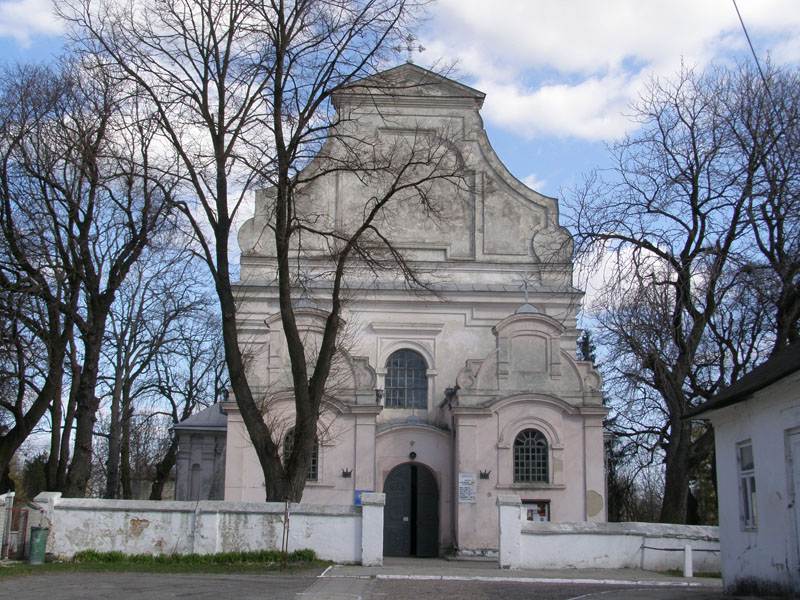
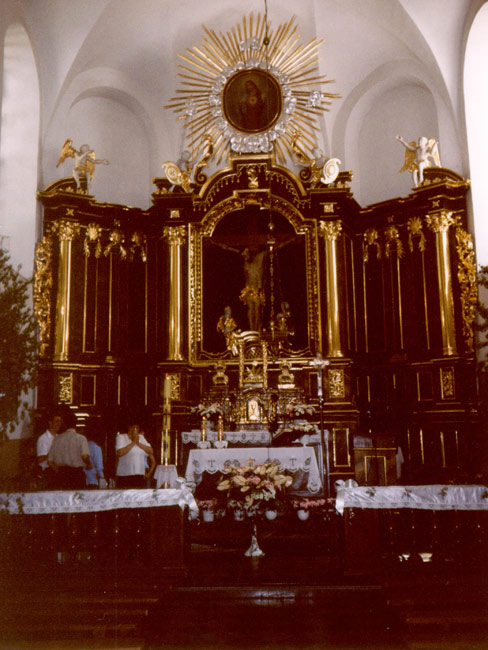
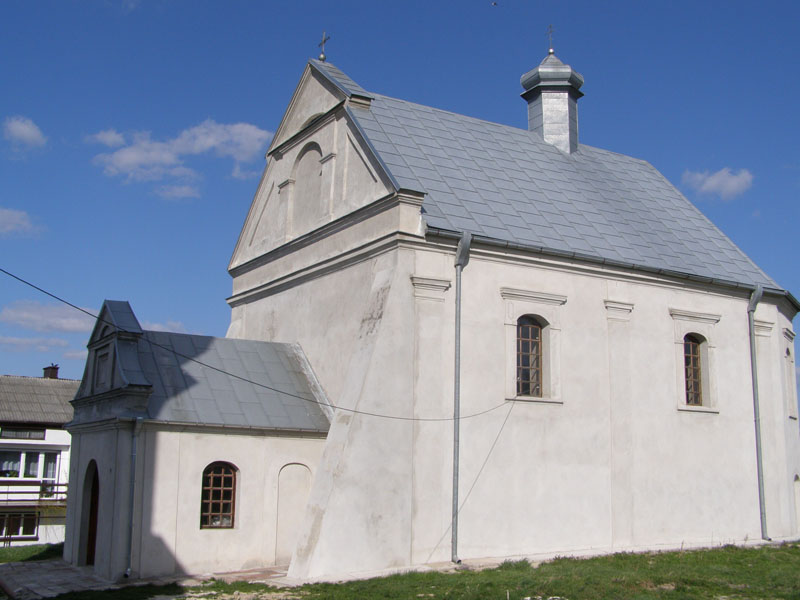
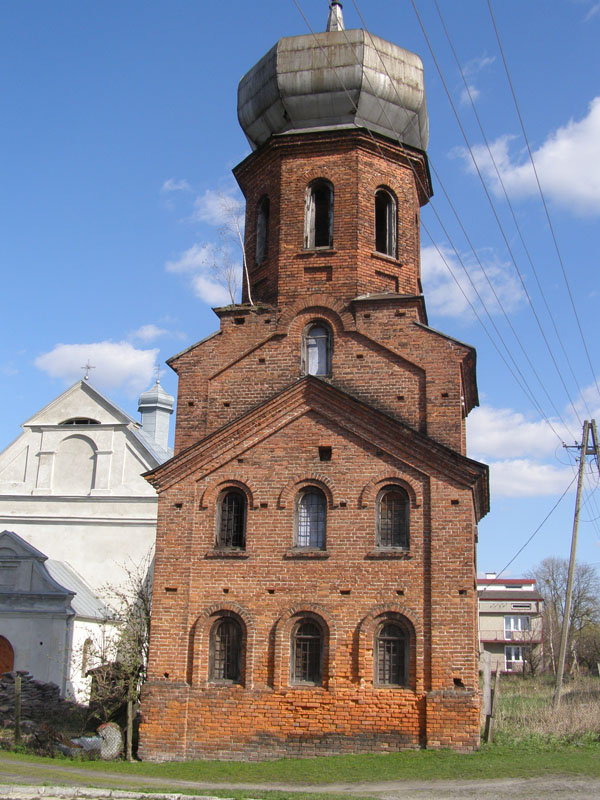
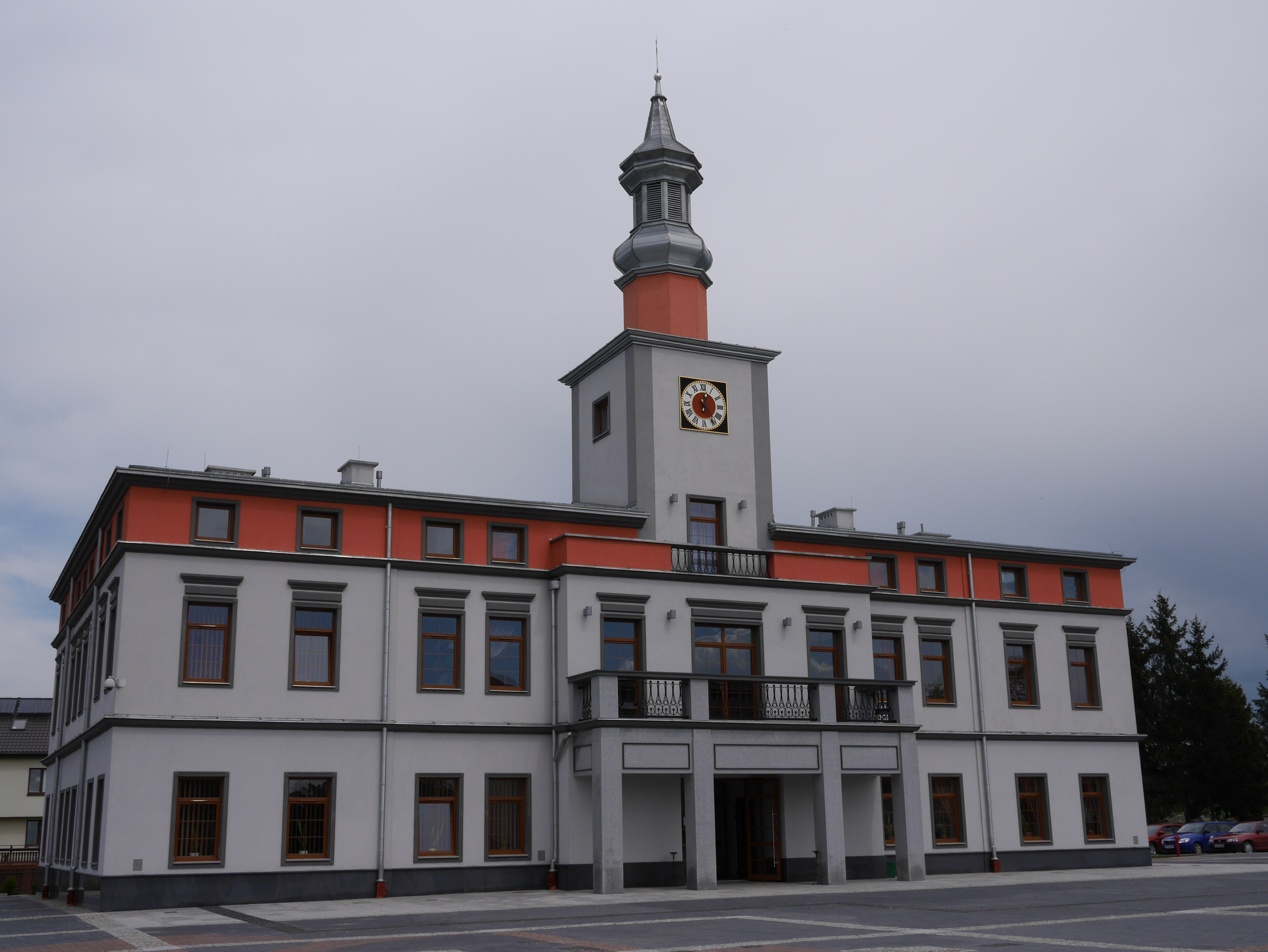